# Kuo Lin-yung
Kuo Lin-Yung (en chinois : 郭林勇 ; en pinyin : Kuo Linyung ; né le 20 novembre 1946 à Yuan-Lin Township, Comté de Changhua, Taïwan, République de Chine) est un politicien taiwanais.
En 2008, il se retire de la politique et devient avocat à Taichung, en Taïwan.